# ميدي السوداء
بلاك ميدي أو ميدي السوداء، نوع موسيقى يتكون من تراكيب تستخدم ملفات ميدي لإنشاء أغنية أو ريمكس يحتوي على عدد كبير من النغمات. يُعرف الأشخاص الذين يصنعون أجهزة الميدي السوداء بالسود. ومع ذلك، لا توجد معايير محددة لما يعتبر "أسود" أي شخص يهتم بهذا النوع من الموسيقى. ونتيجة لذلك ، فإن تحديد الأصل الدقيق لـ ميدي الأسود أمر مستحيل.

## الأصول والتاريخ المبكر
على الرغم من أن الاثنين غير مرتبطين في الأصل، فإن مفهوم البيانو المستحيل كان موجودًا قبل فترة طويلة من بلاك ميدي. ويتجلى على سبيل المثال في عمل كونلون نانكارو الذي يتضمن عازف البيانو الفردي حيث قام بعمل ثقوب في لفات البيانو، مما أدى إلى إنشاء تركيبات موسيقية معقدة للغاية في موسيقى بلاك ميدي. تفسير أخرى لبداية بلاك ميدي  هو سيرك جالوب، وهي مقطوعة بيانو كتبها الكندي مارك أندريه هاملين، ويتميز بترتيب معقد ومستحيل مع ما يصل إلى 21 نغمة يتم عزفها في وقت واحد. كما كتب فرانك زابا تركيبة كثيفة وصعبة للغاية تسمى "الصفحة السوداء".
تم استخدام بلاك ميدي لأول مرة في شيراساجي يوكي في عرض كورو يوكي جوهان لـ "U.N. كان أوين هي"، تم تحميله على موقع مشاركة الفيديو الياباني "نيكو" الذي بدأ عام 2009 ، وزاد الوعي العام بـ بلاك ميدي في الانتشار من اليابان إلى الصين وكوريا في العامين التاليين. في سنواتها الأولى ، تم تمثيل مؤلفات ميدي السوداء بصريًا مع موسيقى البيانو التقليدية ثنائية العصا ، والتي تحتوي على عدد من الملاحظات بالآلاف فقط. تم إنشاؤها باستخدام متسلسلات ميدي مثل كاتب أغنية منتج استوديو الموسيقى وتم تشغيلها من خلال مشغلات ميدي مثل مام بلاير و Timidity. اختفى مجتمع ميدي الأسود في اليابان بسرعة لأنه ، وفقًا لجيسون نجوين ، كانت المجموعة "مماثلة لتلك" البرامج التلفزيونية حيث يوجد مؤسس غامض لحضارة غير معروفة حقًا طوال فترة العرض ".

## الشعبية خارج اليابان
انتشرت شعبية ميدي السوداء إلى أوروبا والولايات المتحدة بسبب مقطع فيديو للتركيبة التي تم تحميلها على يوتيوب بواسطة المستخدم كاكاكاكيتو 1998 في فبراير 2011 ، وبعد ذلك بوقت قصير بدأ السود من جميع أنحاء العالم في دفع حدود الأسلوب عن طريق إنشاء تراكيب مع زيادة الملاحظات بالملايين واستخدام عدد هائل من الألوان والأنماط لتتناسب مع تعقيد الملاحظات.
أول هذه المقطوعات التي وصلت إلى علامة المليون ملاحظة كانت أغنية "نيكروفانتازيا" من لعبة مشروع توهو الكمال أزهار الكرز. تعرض نهاية عنوان العديد من مقاطع فيديو ميدي السوداء عدد الملاحظات الموجودة في القطعة  زاد عدد الملاحظات وأحجام الملفات التي يمكن تشغيلها مع زيادة القوة الحسابية للأجهزة الاستهلاكية، وبينما لا تزال ميدي السوداء لموسيقى ألعاب الفيديو اليابانية والأنيمي شائعة ، فقد امتد هذا النوع أيضًا إلى التراكيب القائمة على الحديث- أغاني البوب اليومية ، مثل "Wrecking Ball" لمايلي سايروس.
شكل السود الناطقون باللغة الإنجليزية مجموعات تعاون، مثل فريق ميدي السوداء ، حيث يقومون بعمل ملفات ومرئيات ميدي معًا حتى يمكن تحميلها عبر الإنترنت في وقت أقرب.
استخدم السود في جميع أنحاء العالم برامج مثل سينثيسيا و استوديو FL و سينثفونت و لوحة مفاتيح بيانو ميدي الافتراضية و بيانو ميدي تريل وفان باسكو مشغل كاريوكي و مشغل ميدي خفيف الوزن (برنامج جافا) ومنتج استديو الموسيقى وتي ميدي و Timidity لإنشاء وتشغيل ميدي السوداء.

## التحليل والاستقبال
مصطلح "ميدي الأسود" مشتق من مظهر تمثيل الموسيقى على ورقة، حيث يوجد الكثير من الملاحظات على مقربة شديدة لدرجة أن الصفحة تبدو سوداء بالكامل تقريبًا. وفقًا لـ الكمبيوتر الموثوق به ومقرها كاليفورنيا. كان المقصود من ميدي الأسود أن يكون أسلوبًا ريمكسًا أكثر من كونه نوعًا حقيقيًا ، وهو مشتق من فكرة ألعاب "bullet hell" shoot 'em up ، والتي تضمنت "العديد من الرصاصات في نفس الوقت لا يمكن مواكبة ذلك. "لقد تم اعتبار ميدي السواء أيضًا المكافئ الرقمي ، وكذلك استجابة لاستخدام الملحن كونلون نانكارو لبيانو العازف الذي تضمن أيضًا تجربة العديد من الملاحظات السميكة لتأليف مقطوعات معقدة بدون أيدي  ومع ذلك ، تنفي ميدي السوداء هذا التأثير: "نعتقد أن الإشارات إلى كونلون نانكارو ولفائف البيانو عميقة جدًا ويجب العثور على أصول ميدي السوداء في عالم موسيقى ميدي الرقمي."
تلقى ميدي السوداء بعض التغطية المبكرة من مايكل كونور ، وهو كاتب في منظمة الفنون غير الربحية جذمور في سبتمبر 2013 ، مما أدى إلى اهتمام المنشورات والمدونين بما في ذلك اياكس  و جوكر أدريان تشين  و جيسون كوتكي  و ذا فيرج  من الصحفيين والمدونين والموسيقيين الإلكترونيين ، حيث أشار الكثيرون إلى أنه نوع مميز وجذاب بفضل كيفية الجمع بين نغمات البيانو العادية لإصدار أصوات جديدة مجردة لا تُسمع في العديد من أنماط الموسيقى ، فضلاً عن العناصر المرئية التي تمثل الملاحظات. سلط إليوت ويليامز الضوء على الأسلوب باعتباره مثيرًا للسخرية ، نظرًا لأن الأصوات الموسيقية سريعة الوتيرة و "أوتار الترشيش" التي تم تطويرها بعدد محدود من الأصوات تتحد معًا لتكوين نغمات أخرى تجعل البيانو يبدو أشبه برقصة نغمة وليس صوتًا حقيقيًا بيانو.